# كريستوفر فاغيركرانتز
كريستوفر فاغيركرانتز (بالسويدية: Kristoffer Fagercrantz)‏ (9 أكتوبر 1986 بالسويد - ) هو لاعب كرة قدم سويدي في مركز الوسط. شارك مع منتخب السويد تحت 17 سنة لكرة القدم. أما مع النوادي، فقد لعب مع نادي كالمار ونادي هالمستاد ونادي فالكنبرغ وLaholms FK ‏ ونادي جونكوبينغ سودرا ‏.

## وصلات خارجية
- كريستوفر فاغيركرانتز على موقع اتحاد السويد (السويدية)
- كريستوفر فاغيركرانتز على موقع قاعدة بيانات كرة القدم.إي يو (الإنجليزية)
- كريستوفر فاغيركرانتز على موقع Soccerway.com (الإنجليزية)